# Pańska

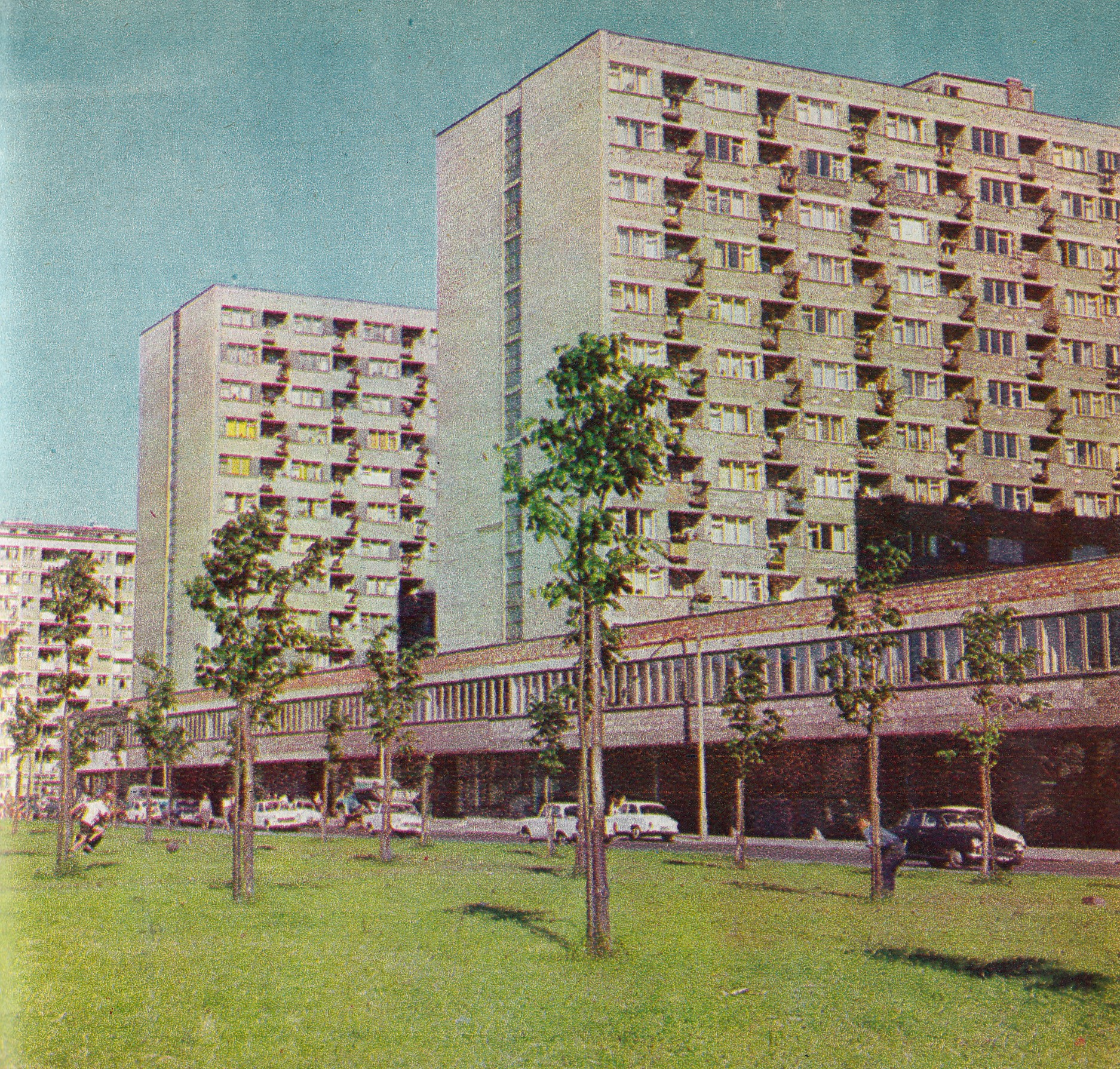
Osiedle w latach 60. XX wieku

Pańska – osiedle mieszkaniowe w dzielnicy Wola w Warszawie.

## Położenie i charakterystyka
Osiedle Pańska znajduje się na warszawskiej Woli, na obszarze Miejskiego Systemu Informacji Mirów. Zostało wybudowane w latach 1965–1969 według projektu Jana Zdanowicza. Jest położone między ulicami: Prostą, Żelazną, Sienną i Twardą (wcześniej Krajowej Rady Narodowej). Powstało w miejscu prowizorycznych zabudowań i warsztatów stanowiących część rejonu nazywanego po II wojnie światowej „Dzikim Zachodem”. Przy ulicy Pańskiej znajdowało się również targowisko, zlikwidowane w latach 60. XX w. Nazwa osiedla pochodzi od nazwy ulicy.
Osiedle składa się z pięciu budynków wielorodzinnych o 13 kondygnacjach pod adresami: ul. Pańska 57, 61, 65 i ul. Żelazna 34/38 i 40. Bloki położone wzdłuż ulicy Pańskiej połączone zostały pawilonami handlowo-usługowymi, które początkowo mieściły m.in. sklepy z artykułami budowlanymi, żelaznymi i elektrotechnicznymi. Budynek przy ul. Żelaznej 34/38, za konstrukcję którego odpowiadali St. Goetz i T. Konaszewski, znalazł się wśród dziesięciu nominowanych obiektów w konkursie Mister Warszawy za 1965 rok. Osiedlem zarządzała Międzyzakładowa Spółdzielnia Mieszkaniowa „Starówka”.
W 1972 zabudowa Pańskiej została uzupełniona o Spółdzielczy Dom Handlowy „Feniks” (również projektu Jana Zdanowicza), który został wyróżniony w konkursie Mister Warszawy 1972.

## W filmie
- Jeszcze przed zakończeniem budowy osiedle zostało wykorzystane jako plan zdjęciowy w komedii Nie lubię poniedziałku[8]. Nakręcono tam m.in. sceny zasypania piaskiem przez ciężarówkę samochodu Syrena i robotnika, który budzi się na płycie podniesionej wysoko przez dźwig[9].
- Osiedle zostało wykorzystane także jako plan w serialu telewizyjnym Czterdziestolatek[10]. W kolejnych odcinkach wskazano trzy różne adresy filmowej rodziny Karwowskich: Pańska 62 m. 138 (odcinek siódmy), Pańska 92 m. 161 (odcinek dziesiąty) oraz Pańska 62 m. 137 (odcinek siedemnasty)[11]. W rzeczywistości do nagrywania materiału wykorzystano najprawdopodobniej budynek przy Pańskiej 61[10][12].